# Relans
Relans és un municipi francès situat al departament del Jura i a la regió de Borgonya - Franc Comtat. L'any 2007 tenia 313 habitants.

## Demografia

### Població
El 2007 la població de fet de Relans era de 313 persones. Hi havia 117 famílies de les quals 33 eren unipersonals (18 homes vivint sols i 15 dones vivint soles), 26 parelles sense fills, 51 parelles amb fills i 7 famílies monoparentals amb fills.
La població ha evolucionat segons el següent gràfic:
Habitants censats

### Habitatges
El 2007 hi havia 132 habitatges, 124 eren l'habitatge principal de la família, 3 eren segones residències i 5 estaven desocupats. 121 eren cases i 11 eren apartaments. Dels 124 habitatges principals, 100 estaven ocupats pels seus propietaris, 19 estaven llogats i ocupats pels llogaters i 5 estaven cedits a títol gratuït; 9 tenien dues cambres, 21 en tenien tres, 30 en tenien quatre i 63 en tenien cinc o més. 66 habitatges disposaven pel capbaix d'una plaça de pàrquing. A 43 habitatges hi havia un automòbil i a 71 n'hi havia dos o més.

### Piràmide de població
La piràmide de població per edats i sexe el 2009 era:
| Homes | Edats   | Dones |
| ----- | ------- | ----- |
| 0     | 95 o +  | 0     |
| 2     | 90 a 94 | 1     |
| 2     | 85 a 89 | 1     |
| 3     | 80 a 84 | 5     |
| 2     | 75 a 79 | 4     |
| 5     | 70 a 74 | 7     |
| 7     | 65 a 69 | 4     |
| 7     | 60 a 64 | 6     |
| 4     | 55 a 59 | 3     |
| 8     | 50 a 54 | 8     |
| 10    | 45 a 49 | 6     |
| 13    | 40 a 44 | 5     |
| 10    | 35 a 39 | 15    |
| 7     | 30 a 34 | 12    |
| 7     | 25 a 29 | 4     |
| 4     | 20 a 24 | 9     |
| 10    | 15 a 19 | 8     |
| 11    | 10 a 14 | 7     |
| 10    | 5 a 9   | 8     |
| 4     | 0 a 4   | 9     |

## Economia
El 2007 la població en edat de treballar era de 208 persones, 170 eren actives i 38 eren inactives. De les 170 persones actives 158 estaven ocupades (81 homes i 77 dones) i 12 estaven aturades (7 homes i 5 dones). De les 38 persones inactives 13 estaven jubilades, 15 estaven estudiant i 10 estaven classificades com a «altres inactius».

### Ingressos
El 2009 a Relans hi havia 133 unitats fiscals que integraven 351,5 persones, la mediana anual d'ingressos fiscals per persona era de 18.213 €.

### Activitats econòmiques
Dels 9 establiments que hi havia el 2007, 4 eren d'empreses de construcció, 1 d'una empresa de comerç i reparació d'automòbils, 1 d'una empresa d'hostatgeria i restauració, 1 d'una empresa immobiliària, 1 d'una empresa de serveis i 1 d'una entitat de l'administració pública.
Dels 7 establiments de servei als particulars que hi havia el 2009, 1 era un taller de reparació d'automòbils i de material agrícola, 4 lampisteries, 1 restaurant i 1 agència immobiliària.
L'any 2000 a Relans hi havia 7 explotacions agrícoles.

## Equipaments sanitaris i escolars
El 2009 hi havia una escola elemental integrada dins d'un grup escolar amb les comunes properes formant una escola dispersa.

## Poblacions més properes
El següent diagrama mostra les poblacions més properes.